# Kouř (film)
Kouř je první celovečerní film z roku 1990 Tomáše Vorla s podtitulem „Rytmikál totalitního věku“. Byl natočen na motivy jeho studentského filmu s názvem „Ing.“ z roku 1985. Z původního snímku je použita pouze osa příběhu.
Váha celého příběhu spočívá v pomyslném souboji tmářství (zastoupeno postavou Karla Šmída) a mladé pokrokové generace. Celý příběh je prokládán písněmi s až dadaistickými texty a dialogy jsou často vedeny ve verších. Mimo to lze v příběhu vysledovat též scény ovlivněné minimalismem nebo i expresionismem. Jedná se o poetický příběh se svérázným humorem, založeným na střídání hyperboly a ironie s vážnými scénami a jako celek se stal svým způsobem kultovním.

## Příběh
Mladý inženýr Mirek přijíždí do vesnické továrny ucházet se o volné místo, a za úkol dostává vyprojektovat systém, jenž by snížil emise. Jeho počáteční pracovní nadšení je však zcela v kontrastu se stávající morálkou.
Během pobytu se Mirek zamiluje do Kotěte, dcery topiče Křížka, bývalého inženýra, který vymyslel systém na snížení emisí, ale který byl vedením zamítnut. Mirek získá původní Křížkův projekt a po jeho prostudování zjistí, že je geniální. Mezi Mirkem a Kotětem se odehraje milostný příběh, který se prolíná celým dějem a končí postelovou scénou, ve které Kotě oznámí Mirkovi, že odjede pryč a že se již nikdy neuvidí. Druhý den v práci po smrti generála (ředitele továrny) je projednáván projekt na snížení emisí. Mirek provokativně předá vedení továrny Křižkův projekt, který je Šmídem zcela shozen a je požadováno Mirkovo propuštění. Po Šmídově slovním útoku na Lidušku Běhalovou Mirek vyskočí na stůl, zamíří směrem ke Šmídovi, napadne jej a usmrtí.
Mezitím v továrně dochází k demonstraci, která požaduje změnu. Do vedení podniku se pak dostává Křížek.

## Úspěchy
- cena Fites – Československo
- účast na festivalech v Terstu a Štrasburku
- zvláštní cena Bratislava

## Obsazení
| Jan Slovák        | Miroslav Čáp       |
| Lucie Zedníčková  | Kotě               |
| Jaroslav Dušek    | Karel Šmíd         |
| Jiří Fero Burda   | Béďa               |
| Martin Faltýn     | Glosner            |
| Šimon Caban       | Arnoštek           |
| Eva Paloma Váňová | Liduška Běhalová   |
| Petr Čtvrtníček   | Glosnerův syn      |
| David Vávra       | Barman             |
| Tomáš Hanák       | Číšník             |
| Radomil Uhlíř     | Šéf závodní stráže |